# Expeditie Robinson 2003
Expeditie Robinson 2003 is het 4e seizoen van Expeditie Robinson.

## Synopsis
De groepen werden weer naar geslacht ingedeeld, maar met een leider aangewezen van het andere geslacht. Een nieuw element was het afvallerseiland, waar de afgevallen deelnemers na de Samensmelting in eenzaamheid konden verblijven. Telkens kon een nieuwe afvaller de zittende afvaller uitdagen tot een duel en de winnaar mocht op het eiland blijven. Uiteindelijk keerde de laatste afvaller, Ilona, terug in de expeditie. De acht afgevallen deelnemers als jury kwamen er in de finale stemming op het eiland niet uit (zelfs niet na het aanbod tot stemherziening wat niemand deed). Net5 besloot het publiek te laten beslissen wie de Robinsontitel zou winnen. Het Nederlandse publiek koos Jutta. De Vlaamse omroep VT4 liet de overige deelnemers (van voor de Samensmelting) één stem uitbrengen en ook zij kozen voor Jutta. Jutta (België), won van Judge (Nederland) met 4-4 en 66% van de publieksstemmen. Dit was de enige keer dat België en Nederland afzonderlijk een winnaar kozen.

## Kandidaten
| Deelnemer              | Leeftijd | Woonplaats  | Beroep                            | Plaats                                        |
| ---------------------- | -------- | ----------- | --------------------------------- | --------------------------------------------- |
| Jutta Borms            | 30       | Waasmunster | huisarts                          | finalist, winnaar € 100.000                   |
| Judge Chambliss        | 30       | Amsterdam   | interieurontwerper en meubelmaker | finalist, tweede                              |
| Ilona van der Laan     | 22       | Bloemendaal | student Personeel & Arbeid        | afgevallen, derde                             |
| Giovani Oosters        | 27       | Hasselt     | kok                               | afgevallen, vierde                            |
| Robin Ibens            | 28       | Leuven      | psycholoog, jeugdwerker           | afgevallen, vijfde                            |
| Franca-Maria Reichmann | 41       | Amsterdam   | lifestyle-journalist              | afgevallen, zesde                             |
| Ryan van Esch          | 37       | Uden        | ondernemer                        | afgevallen, zevende                           |
| Björn Lemeire          | 34       | Gistel      | vrachtwagenchauffeur              | afgevallen, achtste                           |
| Geert Van Speybroek    | 39       | Bohan       | eigenaar bed&breakfast            | weggestemd, negende                           |
| Karen Vanautgaerden    | 28       | Leuven      | marktonderzoeker en verkoper      | weggestemd, tiende                            |
| Eva Willems            | 25       | Brussel     | voorstellingscoördinator theater  | weggestemd, elfde                             |
| Eric van Sloten        | 43       | Groningen   | officier van justitie             | vertrokken (maaginfectie), twaalfde           |
| Fatima Aboulouafa      | 33       | Heerlen     | hoofdagent politie                | vertrokken (zwanger), dertiende               |
| Esther van der Poel    | 33       | Amsterdam   | boekingsagent house-dj's          | weggestemd, veertiende                        |
| Marlieke Muilwijk      | 19       | Sassenheim  | student muziek management         | vertrokken (psychische problemen), vijftiende |
| Simon Monbaliu         | 19       | Gent        | student                           | weggestemd, zestiende                         |